# Nic Loning
Nicholas Cornelis (Nic) Loning (Amsterdam, 21 december 1925 - aldaar, 10 januari 1984) was een Nederlands decorontwerper, tekenaar, schilder en journalist. Hij werkte in Suriname.

## Biografie
Hij was zoon van bankbediende/accountant Willem Loning en Geertruida Hendrika Komen.. Hij was enige tijd getrouwd met Geertruida Margaretha Warmolts.

### Tekenleraar
Loning rondde zijn lerarenopleiding MO Tekenen in Nederland af ging naar Suriname om te voorkomen dat hij in het Nederlandse leger moest dienen ten tijde van Indonesische Onafhankelijkheidsoorlog (1945-1949). Hij gaf les aan de Algemene Middelbare School (AMS) en zette in 1951 in opdracht van Sticusa een tekencursus op voor het Cultureel Centrum Suriname (CCS) aan de Wagenwegstraat. De tekencursussen werden door vierhonderd leerlingen bezocht. Hij legde er in zekere zin de basis voor het Nola Hatterman Instituut, omdat Hatterman de lessen in 1953 van hem overnam. Beiden horen tot de pioniers van de Surinaamse kunst in het midden van de 20e eeuw. Voor het volwassenenonderwijs maakte hij de instructieve tekeningen voor het hulpboek Plaatjes, Praatjes waarvan er zeshonderd uitgegeven werden.

### Autonoom kunstenaar
Hij ontwikkelde zich steeds meer als autonoom kunstenaar, onder meer door het ontwerpen van decors. Voor opvoeringen in Theater Thalia maakte hij in 1952 het decor voor Een Midzomernachtdroom van William Shakespeare  en een Russisch decor voor een toneelstuk van Anton Tsjechov. Daarnaast was hij actief als kunstschilder. Naast schilderijen, maakte hij de muurschildering in het restaurant in Hotel Torarica. Hierin symboliseert een lange vrolijke stoet de verschillende culturen van Suriname. In 1959 werden de gevelornamenten van het Hoofdpostkantoor geplaatst, waarvoor hij het ontwerp had gemaakt. De aluminium versieringen werden in Nederland geproduceerd. Ook beschilderde hij de hekwerken van het postkantoor, samen met Nola Hatterman, Erwin de Vries en Jo Rens. In 1967 schilderde hij MAXIE, Queen of Paramaribo over de bekende Surinaamse prostituee Maxi Linder (1902-1981).
In 1953 was hij betrokken bij de tentoonstelling Suriname die in juli in Oranjestad op Aruba en in september in het Tropenmuseum in Amsterdam werd gehouden. Op de laatste kwamen 55.000 bezoekers af, onder wie koningin Juliana. Eind jaren 1950 was er nauwelijks een tentoonstelling in Suriname waar Loning zich niet mee bezig had gehouden. Hij was onder meer betrokken bij de reizende Rembrandt-tentoonstelling die Suriname in 1958 aandeed.
Hetzelfde jaar was werk van hem te zien in de tentoonstelling op het Kabinet van de Gouverneur die onder meer door prinses Beatrix werd bezocht. In 1961 was hij een van de Surinaamse kunstenaars die deel uitmaakten van Het Expositie Comité met het doel om collectief naar buiten te treden. In 1968 maakte zijn werk deel uit van een groepsexpositie in verschillende plaatsen in Nederland.
Postuum was zijn werk in 1985 in Curaçao te zien. In 1990 kocht het Tropenmuseum werk van Surinaamse kunstenaars uit de failliete boedel van Sticusa. In 2006 droeg staatssecretaris Atzo Nicolaï de Surinaamse stukken over aan het Surinaamse Museum, waaronder kunst van Loning.

### Postzegels
In 1954 won hij een prijsvraag om drie Surinaamse postzegels te ontwerpen, samen met Lou Lichtveld. Hun uitvoeringen sloten het beste aan bij de vier al bestaande Surinaamse postzegels. Zijn zegels vertegenwoordigden Surinaamse welvaartsbronnen, die van Lichtveld dieren. In de jaren hierna bleef hij postzegels ontwerpen.
Eveneens in 1954 tekende hij vijf van de elf zegels in de serie Inheemse voorstellingen, waarbij inheems in die jaren verwees naar alle bevolkingsgroepen. Onder meer waren uitbeeldingen van een ploegende Hindoestaan en een Marron op een korjaal in een stroomversnelling van zijn hand. Een jaar later tekende hij een visser die een net binnenhaalt, een bauxietmijn en een boomstamtransport over een rivier. In juli 1960 werd zijn zegel ter herdenking van 97 jaar afschaffing van de slavernij uitgeven. Later dat jaar volgde een frankeerserie van 17 zegels van zijn hand met landbouwproducten, waaronder bananen (1 cent), citrusvruchten (2 cent), cacao (3 cent), suikerriet (4 cent), koffie (5 cent), kokosnoten (6 cent) en rijst (8 cent).
Ook in de jaren erna volgden ontwerpen van zijn hand. Zijn zegel uit 1961 ter herinnering aan het 125-jarige jubileum van de Synagoge Neve Shalom is de eerste postzegel van een synagoge buiten Israël.

### Terug in Nederland
In Suriname trouwde hij met de amateurzangeres Froukje die eveneens uit Nederland afkomstig was; samen kregen ze een dochter. In 1973 keerden zij terug naar Nederland, toen mogelijk voor de behandeling van een ziekte bij hem. Zij verbleven in Leusden.
In Suriname was hij begin jaren 1970 correspondent geweest voor Het Parool en ook in Nederland schreef hij nog enkele artikelen over Suriname voor deze krant. Hij gaf negen jaar tekenles aan Het Baarnsch Lyceum. In Leusden werkte hij aan het Astronomisch uurwerk en was hij lid was van de plaatselijke schaakvereniging.
Hij wordt gezien als een pionier in de Surinaamse kunst. Na een ziekte overleed hij in 1984. Nic Loning is 58 jaar oud geworden. Hij werd gecremeerd op Westgaarde.